# Eburia postica
Eburia postica es una especie de escarabajo longicornio del género Eburia, tribu Eburiini, familia Cerambycidae. Fue descrita científicamente por White en 1853.
Se distribuye por Jamaica.

## Descripción
La especie mide 20-25 milímetros de longitud.